# Drie motetten
Drie motetten (Three motets) is een compositie van Alan Hovhaness. Het is een bundeling van drie motetten, die ook los van elkaar gezongen kunnen worden. Hovhaness schreef ze (al) in 1951, maar ze werden pas meer dan twintig jaar later uitgegeven, dan wel in de werklijst gezet. Zo dateren werken die opus 258 en 260 kregen uit rond 1973.
Hovhaness gebruikte hier als ongelovige toch Bijbelteksten, terwijl in andere "kerkelijke muziek" hij eigen teksten of die van dichters gebruikt. De drie motetten zijn getiteld:
1. Peace be multiplied ( Petrus)
2. God be merciful to us (Psalm 67)
3. Wisdom (Ecclasiastes)

De stemvoering is:
- Alt, bas
- sopranen, alten, tenoren, baritons (SATB), soms unisono gezongen.